# Bonfire (groupe)
Pour les articles homonymes, voir Bonfire (homonymie).
Bonfire, anciennement Cacumen, est un groupe allemand de heavy metal, originaire de Ingolstadt. Il est formé par Hans Ziller en 1972. Le groupe se nomme Cacumen de 1972 jusqu'en 1985 pour devenir l'année suivante en 1986, Bonfire. Le groupe  compte deux albums studio sous le nom Cacumen, l'album éponyme en 1981 puis Bad Widow en 1983.

## Histoire

### Cacumen (1972–1986)
En 1972, dans la ville bavaroise d'Ingolstadt, le jeune guitariste Hans Ziller se forme dans un groupe local appelé Cacumen avec son frère et guitariste Karl, aux côtés d'un groupe d'amis. Le nom du groupe s'inspire d'un exercice d'école que Hans a traduit depuis le latin en « le sommet de la montagne. » Pendant les six années qui suivent, le groupe jouent dans diverses petites localités, mais se forme une fan base dans sa ville natale. En 1978, le groupe comprend Hans et Karl à la guitare, Horst Maier à la guitare (en 1983, le nom de famille de Maier deviendra Maier-Thorn), Hans Hauptmann à la basse et Hans Forstner à la batterie. Plus tard, Claus Lessmann, étudiant et camarade de Hans, sera recruté.
Lessmann jouait auparavant dans les groupes Ginger et Sunset et était connu pour ses chants harmoniques qui collait parfaitement avec le style musical de Cacumen. Avec cette formation, le groupe tente sa chance hors d'Ingolstadt. Le groupe enregistre un single en 1979 intitulé Riding Away, qui comprend la chanson Wintertale. Le groupe use de cette opportunité pour jouer dans des clubs, écoles, et même dans des parkings. Leur fanbase s'accroit et Cacumen signe finalement à un label indépendant. Puis, Karl Ziller quitte le groupe. L'album homonyme, Cacumen, est publié en 1981, et comprend une nouvelle version de Riding Away. Puis, Cacumen obtient un contrat avec Hanns Schmidt-Theissen, qui dirigeait un petit studio. Schmidt-Theissen joue avec le groupe le single Riding Away et les soutient en concert aux claviers.
Entretemps, la fan base du groupe s'accroit en parallèle au nombre de leurs concerts. En 1983, Robert Prskalowicz remplace Hans Hauptmann à la basse, et cette formation devient la plus connue de l'histoire de Cacumen ; mais lorsqu'ils signent chez BMG, le groupe doit effectuer des changements drastiques. Prskalowicz et Hans Forstner ne font déjà plus partie du groupe en mars 1985. Ils sont remplacés par Joerg Deisinger à la basse (ex-Rascal et Dynasty), et Dominik Hülshorst à la batterie (Darxon). Le groupe améliore son image, donnant ainsi l'apparence d'un groupe de hard rock typique des années 1980. Finalement, leur label demande à changer de nom, Cacumen n'étant pas facilement prononçable pour l'auditeur lambda. Après une session de brainstorming, ils se rebaptisent Bonfire, un nom qui prend effet en mai 1986.

### Nouveau départ (1986–1994)
Le premier album de Bonfire est publié à l'international en juin 1986 sous le titre Don't Touch the Light. Pendant l'enregistrement de la suite en mai 1987, Hülshorst est renvoyé à cause de divergences musicales et Bonfire publie l'album Fireworks comme quatuor avec Ken Mary du groupe de metal américain Fifth Angel.
Entre les deuxième et troisième albums, Bonfire effectue plusieurs changements. Sans parler de Tommy Wagner (batteur temporaire), le groupe recherche un nouveau batteur, qui apparait en décembre 1987, lorsque Edgar (de Sinner, Samson et Tyran Pace) les rejoint. En juillet 1988, pendant la tournée Fireworks, Maier doit partir à cause de rhumatismes qui l'empêchent de jouer de la guitare. Il est remplacé en août par Angel Schleifer (ex-Doc Savage, Red Alert, Sinner, Mad Max, Pretty Maids et Helter Skelter). Une fois la tournée terminée, le groupe s'attèle à un nouvel album. C'est à ce moment que Hans Ziller ne peut remplir ses obligations contractuelles à cause d'obligations familiales. Il est renvoyé à la décision générale par les membres pour ne pas s'être investi en juin 1989 et Bonfire devient un quatuor.

### De Lessmann/Ziller à Ex (1992–2000)
Alors que Bonfire tente de recruter un nouveau chanteur, Lessmann et Ziller se réunissent en 1992 pour former le projet Lessmann/Ziller, après que Hans Ziller ai dissout EZ Livin'. En 1993, il publie l'EP Glaub dran. Le projet n'atteint pas le succès escompté. En 1995, Lessmann/Ziller évolue pour devenir Ex, qui fera participer Joerg Deisinger à la basse et Dominik Hülshorst à la batterie.

### Succès international (2001–2014)

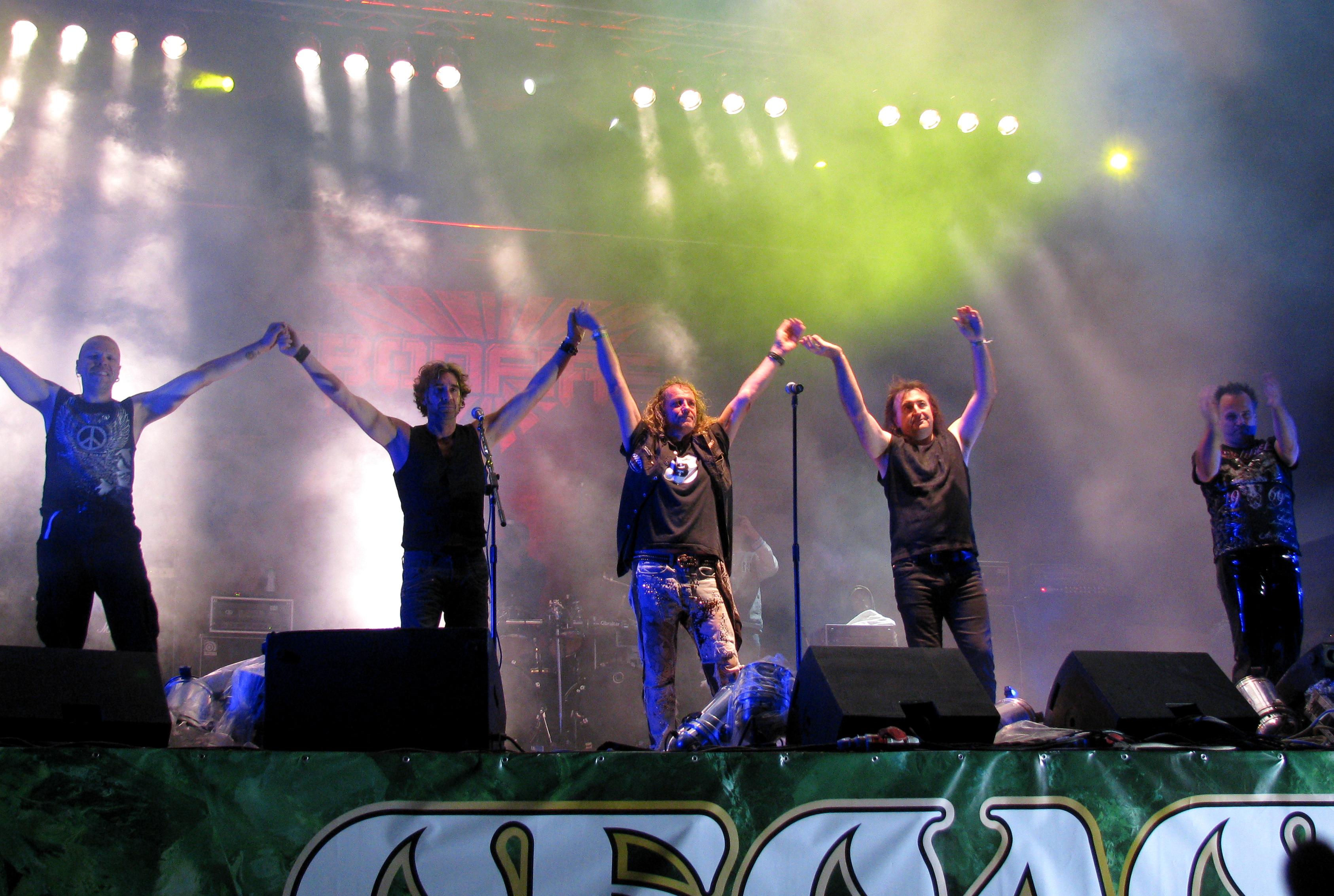
Bonfire en 2010.

Depuis 1996, Bonfire ne compte qu'un album par an. En 2002, Lausmann quitte le groupe, mais ne le dissout pas pour autant. En 2004, après avoir progressivement acquis les droits des anciens morceaux de Bonfire, le groupe publie un coffret CD intitulé The Early Days. En 2006, Bonfire célèbre ses vingt ans d'existence avec Chris Limburg (de Vice, Wet Paint et Lustfinger) comme guitariste. En 2008, Bonfire publie un album opéra rock intitulé The Räuber. En 2009, Jürgen Wiehler quitte le groupe et est remplacé par Dominik Hülshorst le 15 janvier. Le groupe revient ensuite jouer en Amérique du Nord faisant une halte au Rocklahoma le 12 juillet à Pryor, en Oklahoma.
En 2010, le 25 mars, Bonfire signe encore chez une major, cette fois avec Universal Music, dans l'espoir de promouvoir encore mieux le groupe comme l'a fait le label BMG dans les années 1980. Malheureusement, ce partenariat ne dure que quelques mois. Ils publient le single Deutsche National Hymne pour la coupe FIFA en Afrique du Sud. En 2011, le groupe publie l'album Branded. Dominik Hülshorst quitte le groupe en mars 2012 et est remplacé par Harry Reischmann.

### Nouvelle formation (depuis 2015)
Le 11 janvier 2015, Bonfire annonce par le biais de Hans Ziller, un grand changement pour 2015. Le site web melodicrock.com annonce l'arrivée David Reece (Accept et Bangalore Choir) au chant pour un nouvel album. Lessmann et Chris Limburg ne désirent plus continuer, et Uwe Köhler a aussi quitté le groupe. Ziller voulait garder Harry Reischmann (batterie) et recrute donc Reece ainsi que Ronnie Parkes (basse ; des Seven Witches. Le nouveau second guitariste est Frank Pané, membre du groupe de metal Solemnity, et ex-membre de Red to Grey, Valley's Eve.
En 2016, Bonfire célèbre son trentième anniversaire d'existence avec la sortie d'un double-album intitulé Pearls chez UDR/Warner, le 18 mars 2016.

## Membres

### Membres actuels
- Alexx Stahl - chant (depuis 2016)
- Hans Ziller - guitare solo, guitare rythmique, talkbox, guitare acoustique, chœurs, sitar, slide guitare (1972–1989, depuis 1992)
- Frank Pané - guitare,  chœurs (depuis 2015)
- Ronnie Parkes - bass, chœurs (depuis 2015)
- Tim Breideband - batterie (depuis 2015)

### Anciens membres
- Hans Zehetbauer - chant (1972-1978)
- Alfons Schlamp - batterie (1972-1978)
- Karl Ziller - guitare (1972–1980)
- Hanns Schmidt-Theißen - claviers (vers 1977-1980)
- Hans Hauptmann - basse (1972-1982)
- Hans Forstner - batterie (1972-1986)
- Horst Maier-Thorn - guitare solo, guitare rythmique, chœurs (vers 1972-1988, décédé en 2017)
- Claus Lessmann - chœurs, chant, guitare acoustique, basse (1978–1992, 1992–2015)
- Robert Prskalowicz - basse (1982–1986)
- Dominik Hülshorst - batterie, percussions, chœurs (1986–1987, 1995 avec Ex ; 2009–2012)
- Joerg Deisinger - basse, chœurs (1986–1994, 1995 avec Ex)
- Edgar Patrik - batterie, percussions, chœurs (1987–1994)
- Angel Schleifer - guitare solo, guitare acoustique, chœurs (1988–1994, 1997-2011 sous le nom de Charade)
- Chris Lausmann - guitare rythmique, guitare solo, claviers, chœurs (1992–2002)
- Michael Bormann - chant, guitare acoustique (1993–1994, 1997-2011 sous le nom de Charade ; 2016)
- Jürgen « Bam Bam » Wiehler - batterie, percussions, chœurs (1997–2009)
- Uwe Köhler - basse, backing vocals (1997–2015)
- Chris Limburg  - guitare (2006–2015)
- Harry Reischmann  - batterie (2012–2015)
- Paul Morris - claviers (2013-2015)
- David Reece - chant (2013-2016)

## Discographie
- 1981 : Cacumen (sous le nom Cacumen)
- 1983 : Bad Widow (sous le nom Cacumen)
- 1986 : Don't Touch the Light
- 1987 : Fireworks
- 1989 : Point Blank
- 1991 : Knock Out
- 1996 : Feels Like Comin' Home
- 1996 : Freudenfeuer
- 1998 : Rebel Soul
- 1999 : Fuel to the Flames
- 2001 : Strike Ten
- 2003 : Free
- 2004 : The Double History Collection
- 2006 : Double X
- 2008 : The Räuber
- 2011 : Branded
- 2015 : Glorious
- 2016 : Pearls (compilation)
- 2017 : Byte the Bullet
- 2018 : Temple of Lies
- 2018 : Legends (reprises)
- 2020 : Fistful of Fire
- 2025 : Higher Ground